# Olympia Zacharias
Olympia Zacharias (* 17. Januar 1986 in Denigomodu) ist eine nauruische Leichtathletin. Sie hat sich auf die 100-m-Distanz spezialisiert. Ihre persönliche Bestleistung liegt bei 13,17 Sekunden (2003). Bei den Leichtathletik-Weltmeisterschaften 2003 in Paris kam sie im Vorlauf mit 14,07 s auf den 55. Platz. Zacharias war auch die einzige Athletin, die Nauru bei diesen Weltmeisterschaften vertrat.
2007 wurde sie für drei Jahre zur Generalsekretärin des nauruischen Leichtathletikverbands gewählt.